# Birutė Vėsaitė
Birutė Vėsaitė, née le 19 août 1951 à Kaunas, alors en Union soviétique, est une femme politique lituanienne membre du Parti social-démocrate lituanien (LSDP).

## Biographie

### Engagement politique
Membre du LSDP depuis 1990, elle est élue député au Seimas en 2000. Le 13 décembre 2012, elle devient ministre de l'Économie dans le gouvernement du social-démocrate Algirdas Butkevičius. Elle est relevée de ses fonctions par la présidente de la République Dalia Grybauskaitė le 3 juin 2013, après avoir été mise en cause dans plusieurs affaires financières.